# Agong
Agong est une localité du Cameroun située dans la Région du Sud-Ouest et le département de Manyu. Elle est rattachée administrativement à l'arrondissement de Upper Bayang (Tinto Council) et au canton de Tinto.

## Population
La localité comptait 315 habitants en 1953, puis 433 en 1967, des Banyang. À cette date le marché s'y tenait chaque samedi.
Lors du recensement de 2005, on y a dénombré 146 personnes.